# Hermilio Valdizán

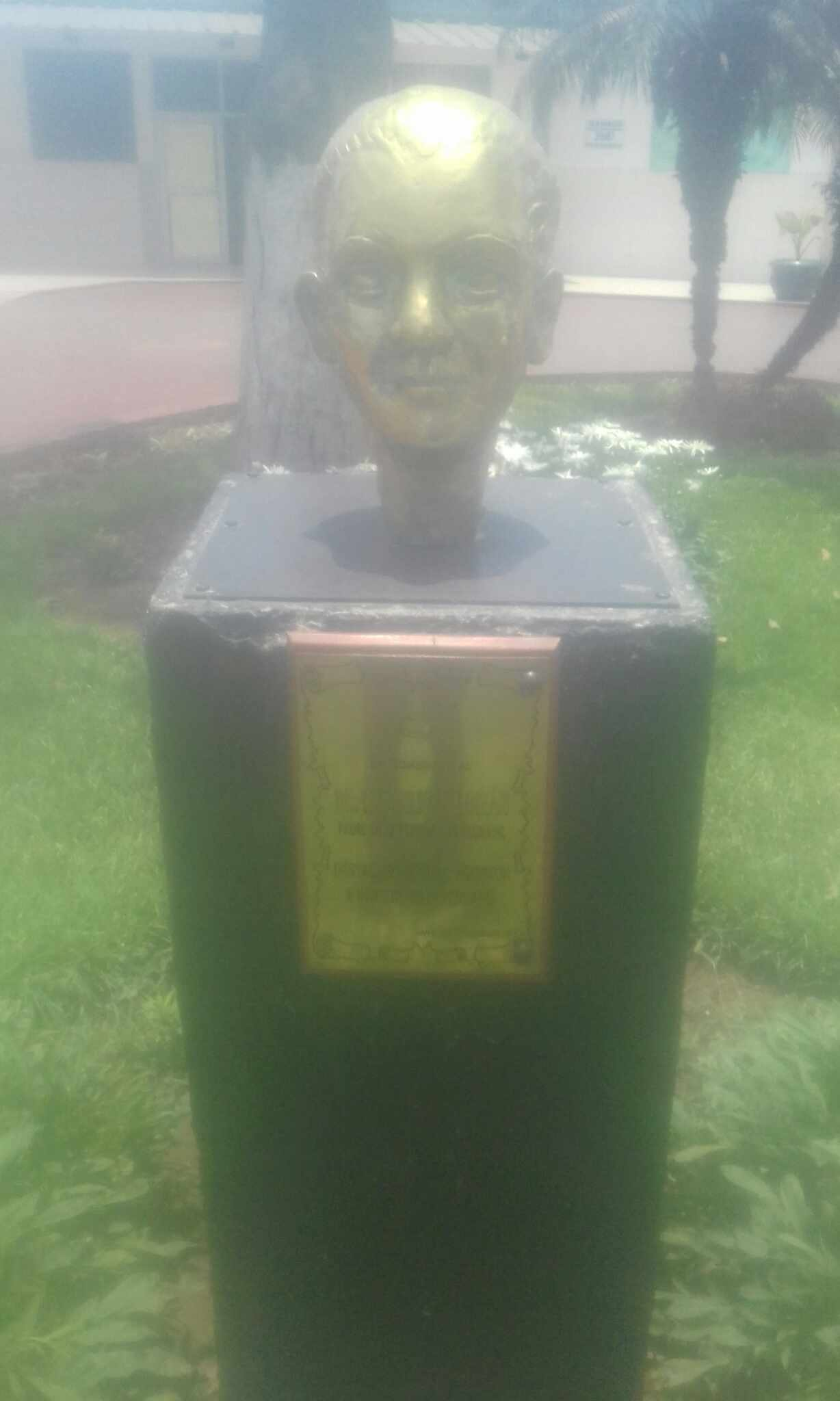
Busto de H. Valdizán en el Hospital Hermilio Valdizán

Hermilio Valdizán Medrano (*Huánuco, 20 de noviembre de 1885 - † Lima, 25 de diciembre de 1929), fue un médico, psiquiatra y escritor peruano. Realizó una importante labor tanto como médico especializado en psiquiatría, cuanto como investigador del pasado peruano en materia de medicina. Fue autor de un Diccionario de Medicina Peruana y una historia de La Facultad de Medicina de Lima.

## Biografía
Fue hijo de Hermilio Valdizán y de Juana Medrano. En 1890 inició sus estudios primarios en su ciudad natal. En 1894 se trasladó a Lima, donde estudió la secundaria en el colegio dirigido por Pedro A. Labarthe. Luego se dedicó a la enseñanza en el mismo plantel, y al periodismo, hasta 1903, en que ingresó a la Facultad de Medicina de la Universidad Mayor de San Marcos. En 1909 se graduó como bachiller en Medicina con la tesis "La delincuencia en el Perú", y optó por el título de médico cirujano al año entrante.
Fue becado por el gobierno peruano a Europa para que se especializara en psiquiatría y neurología, disciplinas que por entonces no se cultivaban en el Perú. En el Viejo Continente estuvo entre 1911 y 1914. En la ciudad de Bolonia, Italia, asistió a la Escuela Italiana de Enfermedades Mentales y del Sistema Nervioso; también estuvo en Francia y Suiza, haciendo sus prácticas en diversas clínicas, hasta especializarse en psiquiatría. 
Tras el estallido de la Primera Guerra Mundial regresó al Perú y se graduó de doctor en medicina, el 27 de noviembre de 1915, gracias a su exitosa tesis "La alienación mental entre los primitivos peruanos". Creó asimismo el primer consultorio externo de enfermedades nerviosas y mentales en el Hospital Dos de Mayo (del que pronto llegó a ser médico residente) y fundó la cátedra de Enfermedades Nerviosas y Mentales en la Universidad Mayor de San Marcos (1916). Junto al doctor Honorio Delgado fundó el Seminario Psicopedagógico con el fin de guiar a los maestros en la orientación de los educandos y dar impulso al movimiento de higiene mental. 
A partir de 1921 dirigió el Asilo Colonia "Víctor Larco Herrera", en Lima, para enfermos mentales. Reformó las técnicas de tratamiento de los enfermos mentales, sustituyendo las camisas de fuerza, el cepo y otros métodos por sistemas más científicos.
Adicionalmente a su importante labor médica, se dedicó al estudio de la historia de la medicina peruana y del folclore médico. Hizo también labor de periodista desde su juventud acechada por la pobreza y enaltecida por la vocación científica. Fue cronista en el diario El Tiempo donde firmó como X. X., y en La Prensa, bajo el pseudónimo de Juan Serrano.
En 1918 contribuyó a fundar la revista Anales de la Facultad de Medicina, de la cual fue secretario de redacción. En ese mismo año fundó, junto con Honorio Delgado, la Revista de Psiquiatría y disciplinas conexas, que se publicó hasta 1924. De 1922 a 1926 editó la revista Unanue, consagrada a la historia de la medicina peruana. 
Falleció prematuramente, a los 44 años de edad, víctima de una enfermedad del corazón.

## Obras principales
- La delincuencia en el Perú (1909).
- Las perversiones sexuales en los primitivos peruanos (1911).
- Los problemas médicos del matrimonio (1912).
- La psiquiatría en el Perú (1912).
- El arte del barbero (1913).
- Martín de Porres cirujano (1913).
- De otros tiempos… (1914).
- Locos de la colonia (1918-1919).
- Los anatomistas de la colonia (1919).
- Fernandinos de antaño (1919).
- Boticas y boticarios (1920).
- La moral del enfermero (1921).
- ¡Defiéndase de la locura! (1922).
- Etiología de la frenastenia (1922), con L. Ciampi.
- Elogio del Dr. Ernesto Odriozola (1922).
- La medicina popular peruana (1922, en tres volúmenes, en colaboración con Ángel Maldonado).
- Diccionario de medicina peruana (1923).
- Historia de enfermos (1923).
- Un psiquiatra del siglo XVI (1923).
- Anecdótica médica (1924).
- Una recopilación de las obras del doctor José Casimiro Ulloa, en dos volúmenes (1924-1925).
- Los médicos italianos en el Perú (1924).
- La alienación mental en la raza india (1924).
- La Facultad de Medicina de Lima (1924-1925).
- Historia de la Facultad de Medicina de Lima 1811-1911 (1925, en tres volúmenes).
- El doctor Hipólito Unanue (1926).
- La rebelión del libido sexual en la vejez (1926), con Honorio Delgado.
- Apuntes para la bibliografía médica peruana (1928)
- Hacia una reforma de los estudios médicos (1928),
- Crónicas médicas (1929)
- A ti que eres padre (póstuma, 1934).
- Víctor Larco Herrera: El hombre, la obra (póstuma, 1934).
- Historia de la medicina peruana (póstuma, 1944).